# Episodi di Die Rosenheim-Cops (tredicesima stagione)
La tredicesima stagione della serie televisiva Die Rosenheim-Cops è stata trasmessa in anteprima in Germania dalla ZDF tra il 24 settembre 2013 e l'8 aprile 2014.
| nº | Titolo originale                 | Titolo italiano | Prima TV Germania | Prima TV Italia |
| -- | -------------------------------- | --------------- | ----------------- | --------------- |
| 1  | Karten lügen nicht               | inedito         | 24 settembre 2013 | inedito         |
| 2  | Eine faule Karriere              | inedito         | 1º ottobre 2013   | inedito         |
| 3  | Ausgeflogen                      | inedito         | 8 ottobre 2013    | inedito         |
| 4  | Ein Alibi für alle               | inedito         | 15 ottobre 2013   | inedito         |
| 5  | Die Tote in der Kiste            | inedito         | 22 ottobre 2013   | inedito         |
| 6  | Ausgetanzt                       | inedito         | 29 ottobre 2013   | inedito         |
| 7  | Abpfiff                          | inedito         | 5 novembre 2013   | inedito         |
| 8  | Gefährliche Affären              | inedito         | 12 novembre 2013  | inedito         |
| 9  | Erst reich, dann tot             | inedito         | 19 novembre 2013  | inedito         |
| 10 | Tod beim Gaupreisplatteln        | inedito         | 26 novembre 2013  | inedito         |
| 11 | Ausgebacken                      | inedito         | 3 dicembre 2013   | inedito         |
| 12 | Ein Teich, ein Frosch, ein Mord  | inedito         | 10 dicembre 2013  | inedito         |
| 13 | Dabei sein ist alles             | inedito         | 17 dicembre 2013  | inedito         |
| 14 | Sprung in den Tod                | inedito         | 7 gennaio 2014    | inedito         |
| 15 | Mörderische Schatzsuche          | inedito         | 14 gennaio 2014   | inedito         |
| 16 | Alte Sünden rosten nicht         | inedito         | 21 gennaio 2014   | inedito         |
| 17 | Zu hoch zu Ross                  | inedito         | 28 gennaio 2014   | inedito         |
| 18 | Ein Fall für Marie Hofer         | inedito         | 4 febbraio 2014   | inedito         |
| 19 | Mord nach allen Regeln der Kunst | inedito         | 11 febbraio 2014  | inedito         |
| 20 | Bauernopfer.                     | inedito         | 25 febbraio 2014  | inedito         |
| 21 | Der Tod kommt im Flug            | inedito         | 4 marzo 2014      | inedito         |
| 22 | Alles Gute kommt von oben        | inedito         | 11 marzo 2014     | inedito         |
| 23 | Mord im Klassenzimmer            | inedito         | 18 marzo 2014     | inedito         |
| 24 | Tödlicher Verrat                 | inedito         | 25 marzo 2014     | inedito         |
| 25 | Ein todsicherer Konkurrent       | inedito         | 1º aprile 2014    | inedito         |
| 26 | Rosenheimer Geheimnisse          | inedito         | 8 aprile 2014     | inedito         |